# Kadamrasul
Kadamrasul est une ville du Bangladesh. Elle fait partie depuis 2011 de la corporation municipale de Narayanganj.

## Démographie
En 2011, sa population était de 166 291 habitants